# Dušan Žovinec (lední hokejista)
Dušan Žovinec (* 5. října 1992 Praha) je český lední hokejista hrající na postu obránce. Jeho otcem je někdejší fotbalista a pozdější sportovní funkcionář Dušan Žovinec.

## Život
S ledním hokejem začínal v pražské Spartě. Nastupoval za ni i v jejích mládežnických výběrech. Mezi muži si prvně zahrál během sezóny 2010/2011 na hostování v celku Berounských Medvědů. Následující ročník na jedno utkání nastoupil i za muže Sparty, nicméně po zbytek sezóny hrál na hostování v Písku.
Během ročníku 2012/2013 nastupoval za juniory Sparty a hostoval v Litoměřicích, za něž další sezónu odehrál kompletně celou. Počínaje ročníkem 2014/2015 hostoval v Českých Budějovicích, kam během roku 2016 přestoupil. Na sezónu 2016/2017 přestoupil do Prostějova a v průběhu dalšího ročníku pak do Frýdku-Místku. Sezónu 2019/2020 odehrál po přestupu do Chomutova za tamní hokejový klub. Následně patřil dva roky (2020/2021 a 2021/2022) do kádru celku z Poruby. Před ročníkem 2021/2022 přestoupil do pražské Slavie, neboť chtěl být blíže své rodině.